# كارلوس إسبينوزا (دراج)
كارلوس إسبينوزا (بالإسبانية: Carlos Espinoza)‏ هو دراج بيروفي، ولد في 20 أغسطس 1951.

## وصلات خارجية
- كارلوس إسبينوزا على موقع أرشيف الدراجات (الإنجليزية)
- كارلوس إسبينوزا على موقع إحصائيات الدراجات الإحترافية (الإنجليزية)
- كارلوس إسبينوزا على موقع أوليمبيديا (الإنجليزية)